# Katastrofa lotnicza nad Nowym Jorkiem
Katastrofa lotnicza nad Nowym Jorkiem – katastrofa lotnicza, która wydarzyła się 16 grudnia 1960 roku. Nad Staten Island zderzyły się Douglas DC-8 linii United Airlines i Lockheed Constellation linii TWA. Śmierć na miejscu poniosło 127 osób na pokładzie samolotów oraz 6 na ziemi; jedyny ocalały z katastrofy, pasażer DC-8, zmarł następnego dnia w szpitalu.

## Przebieg katastrofy
16 grudnia 1960 był dniem pochmurnym i mglistym, padał śnieg z lekkim deszczem, widzialność była ograniczona. Lot United Airlines nr 826 miał podchodzić do lądowania na nowojorskim lotnisku Idlewild na kierunku 08 (80 stopni), załoga lecącego w kierunku wschodnim samolotu wykonała więc zakręt w lewo na kierunek 80 stopni. O godzinie 10:33 czasu miejscowego, podczas przelotu przez gęstą chmurę, na wysokości między 5175 a 5250 stóp (ok. 1600 m) prawe skrzydło poruszającego się z prędkością 363 mil na godzinę (584 km/h) DC-8 rozerwało prawą stronę kadłuba Lockheeda Constellation, którego załoga przygotowywała się do lądowania na lotnisku LaGuardia. Lockheed niemal natychmiast po zderzeniu rozpadł się w powietrzu na trzy części; szczątki maszyny spadły na Staten Island, głównie na tereny bazy wojskowej Miller Field. Niektórzy z pasażerów wypadli z rozlatującego się samolotu; ich szczątki znaleziono na drzewach na Staten Island i New Dorp. Szczątki jednej z ofiar odnaleziono wewnątrz turbiny silnika DC-8.
Odrzutowiec stracił jeden z silników, miał też poważnie uszkodzone prawe skrzydło, co bardzo ograniczyło możliwość kontroli nad samolotem przez załogę. Niektórzy ze świadków na ziemi twierdzili, że piloci próbowali awaryjnie lądować w brooklyńskim Prospect Park, jednak śledczy badający przebieg katastrofy ustalili, że załoga nie była w stanie kontrolować samolotu na tyle, by próbować awaryjnego lądowania. Samolot rozbił się na Brooklynie, w dzielnicy Park Slope, na skrzyżowaniu Seventh Avenue i Sterling Place; w katastrofie i późniejszym pożarze spowodowanym przez płonące paliwo zginęło 6 osób na ziemi, a dziesięć budynków (m.in. miejscowy kościół) zostało zniszczone lub poważnie uszkodzone przez ogień.
Jeden z pasażerów DC-8, 11-letni Stephen Baltz, wypadł z płonącej maszyny; świadkowie katastrofy ugasili płonące ubranie chłopca i zabrali go do szpitala. Jak opowiadał Baltz, Miasto w padającym śniegu wyglądało jak obrazek z bajki… Usłyszałem potężny huk, gdy lecieliśmy, a potem samolot zaczął spadać. Nic więcej nie pamiętam… Następnego dnia Baltz zmarł w szpitalu: lekarze nie wiedzieli, że jego płuca były poparzone płonącym paliwem lotniczym, co doprowadziło do ciężkiego zapalenia płuc.

## Przyczyny katastrofy
Śledztwo w sprawie zderzenia samolotów nad Nowym Jorkiem było pierwszym, w którym na szeroką skalę wykorzystano pokładowy rejestrator danych lotu.
Jak zeznali kontrolerzy, zbliżający się do lotniska Idlewild DC-8 miał wykonać tzw. holding – krążyć w powietrzu wokół wyznaczonego punktu nawigacyjnego, w tym przypadku punktu o nazwie Preston (położonego w pobliżu South Amboy w stanie New Jersey) – aż do otrzymania zezwolenia na kontynuowanie zniżania z lotniska Idlewild, z uwagi na intensywny kolizyjny ruch lotniczy. Samolot miał krążyć wokół punktu Preston na wysokości 5000 stóp (ok. 1500 m) i z prędkością nie przekraczającą 240 mil na godzinę (390 km/h), tymczasem DC-8 minął Preston – jak wykazały dane z pokładowego rejestratora, odrzutowiec znajdował się 12 mil (19 km) za wyznaczonym miejscem holdingu, był o 100 m za wysoko i leciał o prawie 120 mil na godzinę (200 km/h) za szybko względem poleceń kontrolerów, gdy doszło do zderzenia. Ponieważ samolot był w trakcie zniżania i redukował prędkość (z 500 do 360 mil na godzinę – 800 do 584 km/h), śledczy stwierdzili, że piloci DC-8 sądzili, iż wciąż znajdują się przed punktem Preston i przygotowywali się do procedury holdingu.
Hipoteza śledczych została potwierdzona, gdy dowiedzieli się, że na kilkanaście minut przed zderzeniem piloci zgłosili przez radio personelowi technicznemu linii United, że jeden z odbiorników VOR (odbierających fale z radiolatarni nawigacyjnych) w DC-8 nie działa, co utrudniało nawigację podczas lotu bez widoczności ziemi; załoga jednak powiadomiła wyłącznie personel techniczny, żaden z pilotów natomiast nie zgłosił tego faktu kontrolerom w Nowym Jorku. Dodatkowo, kontroler zajmujący się lotem 826 skierował załogę United nieco inną, skróconą trasą dolotu. Do katastrofy przyczynił się jeszcze jeden czynnik: punkt nawigacyjny Preston znajdował się w miejscu przecięcia sygnałów trzech radiolatarni bezkierunkowych – Robbinsville, Solberg i Colt’s Neck. Jak zeznała część pilotów United, radiolatarnia Colt’s Neck często szwankowała, co utrudniało nawigację.
Ostateczną przyczyną katastrofy według oficjalnego raportu było zboczenie przez załogę DC-8 z kursu wyznaczonego przez kontrolerów naziemnych. Głównym powodem były trudności z ustaleniem dokładnej pozycji samolotu przez załogę: jeden z pokładowych odbiorników VOR był niesprawny, zła widoczność uniemożliwiała próbę ustalenia pozycji maszyny na podstawie obserwacji terenu przed samolotem, jeden z nadajników naziemnych umożliwiający ustalenie dokładnego punktu holdingu nie działał prawidłowo, a dodatkowo załoga została przez kontrolera poprowadzona krótszą, nietypową trasą, która skróciła lot o około 11 mil (18 km). Wszystkie te elementy sprawiły, iż piloci DC-8 byli pewni, że dopiero zbliżają się do wyznaczonego miejsca holdingu, podczas gdy w rzeczywistości byli już prawie 20 km za nim. Kontrolerzy zauważyli na radarach, że samoloty niebezpiecznie zbliżają się do siebie, ale nie mieli możliwości zareagować: ostrzeżenie dla załogi linii TWA pojawiło się na kilka sekund przez kolizją.
Katastrofa nad Nowym Jorkiem, w której zginęły 134 osoby, była w tym czasie najtragiczniejszą w historii lotnictwa. Pozostała nią aż do roku 1969, kiedy w katastrofie DC-9 pod Maracaibo zginęło 155 osób. Była to również pierwsza w Stanach Zjednoczonych katastrofa z udziałem pasażerskiego samolotu odrzutowego.